# Jalesar
Jalesar é uma cidade  no distrito de Etah, no estado indiano de Uttar Pradesh.

## Geografia
Jalesar está localizada a 27° 29′ N, 78° 19′ L. Tem uma altitude média de 173 metros (567 pés).

## Demografia
Segundo o censo de 2001, Jalesar tinha uma população de 35,662 habitantes. Os indivíduos do sexo masculino constituem 53% da população e os do sexo feminino 47%. Jalesar tem uma taxa de literacia de 48%, inferior à média nacional de 59.5%: a literacia no sexo masculino é de 54% e no sexo feminino é de 40%. Em Jalesar, 19% da população está abaixo dos 6 anos de idade.